# 查拉塞尼王國
查拉塞尼或梅塞纳，是一个位于波斯湾入海口，大部位于今伊拉克境内的古伊朗王国，该王国时常臣服于安息帝國，人口主要是阿拉伯人，语言為阿拉姆语。